# Kanton Hérouville-Saint-Clair
Der Kanton Hérouville-Saint-Clair ist ein französischer Wahlkreis im Département Calvados in der Region Normandie. Er umfasst zwei Gemeinden im Arrondissement Caen und hat sein bureau centralisateur in Hérouville-Saint-Clair. Bei der landesweiten Neuordnung der französischen Kantone wurde er 2015 neu geschaffen.

## Gemeinden
Der Kanton besteht aus zwei Gemeinden mit insgesamt 29.488 Einwohnern (Stand: 1. Januar 2022) auf einer Gesamtfläche von 17,78 km²:
| Gemeinde                      | Einwohner 1. Januar 2022 | Fläche km² | Dichte Einw./km² | Code INSEE | Postleitzahl |
| ----------------------------- | ------------------------ | ---------- | ---------------- | ---------- | ------------ |
| Colombelles                   | 7.015                    | 7,14       | 982              | 14167      | 14460        |
| Hérouville-Saint-Clair        | 22.473                   | 10,64      | 2.112            | 14327      | 14200        |
| Kanton Hérouville-Saint-Clair | 29.488                   | 17,78      | 1.658            | 1414       | –            |

Bis zur landesweiten Neuordnung der französischen Kantone im März 2015 gehörte zum Kanton nur ein Teilgebiet von Hérouville-Saint-Clair und er besaß den INSEE-Code 1441. Der Kanton wurde vorher alternativ als fünfter Kanton von Caen bezeichnet (frz.: Caen 5e canton), obwohl kein Teil von Caen im Kantonsgebiet lag.

## Politik
| Vertreter im Departementrat | Vertreter im Departementrat                                                  | Vertreter im Departementrat |
| Amtszeit                    | Namen                                                                        | Partei                      |
| --------------------------- | ---------------------------------------------------------------------------- | --------------------------- |
| 2004–2011                   | Emmanuel Renard                                                              | PS                          |
| 2011–2015                   | Thierry Legouix                                                              | PS                          |
| 2015–                       | Sylviane Lepoittevin Rodolphe Thomas (bis Ende 2015) Erwann Bernet (ab 2016) | MoDem                       |